# Parque Lázaro Cárdenas

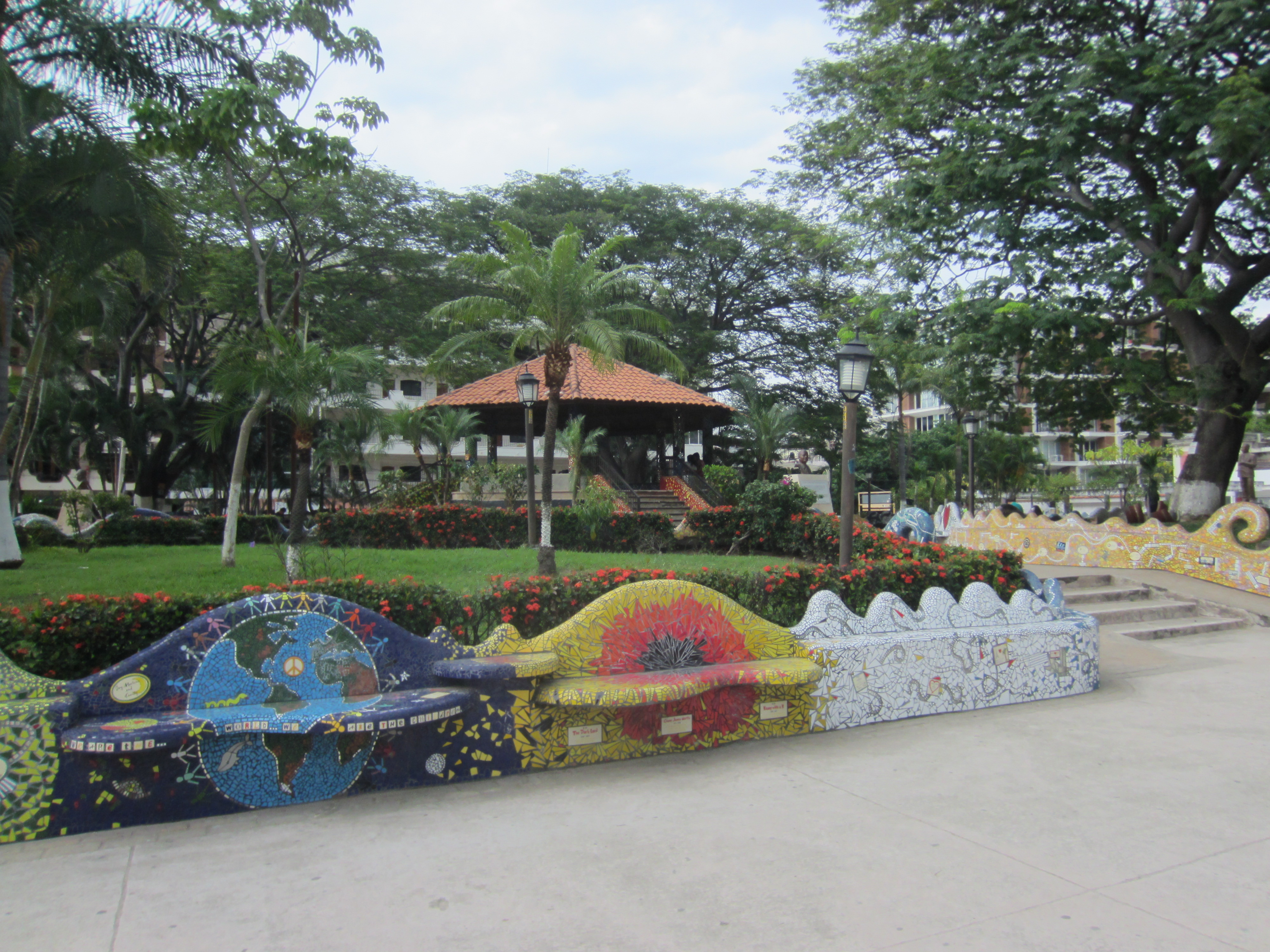
Una parte del parque

El Parque Lázaro Cárdenas es un parque ubicado en Puerto Vallarta, en el estado mexicano de Jalisco.
Construido en 1970, el parque es escenario de un proyecto artístico llamado “El Parque de los Azulejos”. Dicho proyecto, liderado por la artista Natasha Moraga, consiste en obras de arte (principalmente azulejos) instaladas en bancas del parque y paredes de edificios adyacentes.
En el parque también se encuentran una estatua del presidente mexicano Lázaro Cárdenas y la escultura "Ándale Bernardo", una escultura de bronce del escultor estadounidense Jim Demetro, que rinde homenaje a los trabajadores, residentes y visitantes de la ciudad.